# Celestino II
Celestino II, de nombre secular Guido di Castello (Città di Castello, ¿?-Roma, 8 de marzo de 1144) fue el 165.º papa de la Iglesia católica de 1143 a 1144.

## Biografía
En 1128 fue nombrado cardenal de San Marcos por Honorio II  para, posteriormente, desde 1140, actuar como legado pontificio de Inocencio II en Francia, lo que permitió conocer a Pedro Abelardo y convertirse en alumno suyo y condiscípulo de Arnaldo de Brescia. Esta relación enfrentó al futuro papa con Bernardo de Claraval que le reprochaba la protección que brindó a Arnaldo.
El acto más significativo de su breve pontificado fue la anulación, gracias a la intercesión de Bernardo de Claraval, de la excomunión que sobre el rey francés Luis VII había lanzado Inocencio II.

## En la literatura
Celestino II es el primer papa que aparece en las Profecías de san Malaquías, al que se refiere como Ex castro Tiberis (Del castillo del Tíber), cita que hace referencia a su lugar de nacimiento (Città di Castello = Ciudad del Castillo, que queda cerca al río Tíber)